# Akvárium (film)
Az Akvárium (eredeti cím: Fish Tank) 2009-ben bemutatott brit filmdráma, amelyet Andrea Arnold rendezett. A főbb szerepekben Katie Jarvis, Kierston Wareing és Michael Fassbender látható.
2009-ben elnyerte a cannes-i fesztivál zsűri díját. A filmet a BBC Films és az UK Film Council finanszírozta. A Curzon Film 2009. szeptember 11-én mutatta be a mozikban.

## Cselekmény
A film egy kelet-londoni lakótelepen játszódik, főszereplője a 15 éves Mia, aki egyedülálló anyjával, Joanne-nel és húgával, Tylerrel él együtt. Mia nem jár rendszeresen iskolába, sokat csavarog egyedül. Kicsapongó, ivós-bulizós anyjával rossz a viszonya, csak akkor érzi jól magát, ha gyakorol, mivel hiphop táncos szeretne lenni. A környezet, ahol a család él, ugyanolyan sivár, mint az  életük. Mia nem kap szeretetet, és nem is ad. Az, hogy vannak érzései, igazából csak akkor derül ki, amikor megpróbál egy öreg lovat kiszabadítani egy vándorcigányok által lakott udvarról. Az ott élő fiúk megkergetik, de egyikükkel, Billyvel később összebarátkozik.
Egy napon hozzájuk költözik Joanne új barátja, a biztonsági őrként dolgozó Connor. A férfi új színt visz a család életébe, elviszi őket kirándulni, biztatja Miát, hogy gyakoroljon, és a táncáról készített videóval jelentkezzen egy válogatáson. A lány megkedveli Connort, aki a normális család lehetőségét hozza el, végül azonban lefekszik vele, miközben az anyja részegen alszik. Connor másnap otthagyja őket. Mia megkeresi a férfi lakását, ahol kiderül, van egy felesége és egy kislánya. A dühös Mia elcsalja Connor kislányát, és csak azután viszi haza, hogy az majdnem belefullad egy folyóba. Mia másnap elmegy a meghallgatásra, de kiderül, egy erotikus klub keres táncosnőt. A csalódott lány megkeresi Billyt, majd másnap otthagyja a családját, és Billyvel Walesbe megy.

## Szereplők
| Szerep          | Színész            | Magyar hang        |
| --------------- | ------------------ | ------------------ |
| Mia Williams    | Katie Jarvis       | Bogdányi Titanilla |
| Connor O’Reily  | Michael Fassbender | Csankó Zoltán      |
| Joanne Williams | Kierston Wareing   | Hegyi Barbara      |
| Tyler Williams  | Rebecca Griffiths  |                    |
| Billy           | Harry Treadaway    | Czető Roland       |
| Keira           | Sydney Mary Nash   |                    |
| Keely           | Sarah Bayes        |                    |

## A film készítése
A Mia Williamst alakító Katie Jarvisnak nem volt semmilyen színészi tapasztalata. A filmben azután kapott szerepet, miután Arnold egyik casting asszisztense látta őt a barátjával veszekedni a Tilbury Town vasútállomáson, ami a projektben is szerepel. 
A forgatás 2008. július 28-án kezdődött, hat héten át tartott, és kronológiai sorrendben zajlott. A színészek nem voltak tisztában a karakterük útvonalával a film során, mivel csak a forgatókönyv lényeges részeit kapták meg egyenlőre. A forgatás helyszínei a haveringi Mardyke Estate-ben, Tilbury városában és az A13-as autópályán voltak.

## Fogadtatás

### Kritikai visszhang
A Rotten Tomatoes weboldalon 91%-os értékelést kapott 152 kritika alapján, az átlagos értékelése 7,6 pont a 10-ből. Az oldal szöveges összefoglalója szerint: „a Cannes-i zsűri díját elnyerő Akvárium a legjobb brit valóságfilm, az újonnan debütáló Kate Jarvis és Michael Fassbender hibátlan alakításával”. A Metacritic oldalán a film 100-ból 81 pontot ért el (31 kritikus értékelése alapján), ami „általánosságban kedvező értékelést” jelent. David Denby, a The New Yorker munkatársa a következőt jegyzi: „Az Akvárium talán az alsóosztálybeli káosz foltjaként kezdődik, de egy tekintélyt parancsoló, érzelmileg kielégítő filmmé válik, amely olyan klasszikusokhoz hasonlítható, mint a Négyszáz csapás című film.” Sofia Coppola minden idők egyik kedvenc filmjének nevezte az Akváriumot.

### Díjak és jelölések
Cannes-i fesztivál (2009)
- díj: Zsűri díja
- jelölés: Arany Pálma

BAFTA-díj (2010)
- díj:  BAFTA-díj a legjobb filmnek